# Salvador Cabrera
Salvador Cabrera (* 21. August 1973 in Mexiko-Stadt) ist ein ehemaliger mexikanischer Fußballspieler auf der Position des Innenverteidigers. 

## Leben

### Stationen als Spieler
Cabrera begann seine aktive Laufbahn in der Saison 1994/95 beim Club Necaxa, für den er sein Debüt in der mexikanischen Primera División am 27. November 1994 in einem Auswärtsspiel bei den Toros Neza gab, das 1:1 endete. Gleich am Ende seiner ersten Saison bei Necaxa gewann Cabrera den Meistertitel und konnte ihn in der darauffolgenden Saison mit den Necaxistas sogar verteidigen. Großen persönlichen Anteil hatte Cabrera am dritten Meistertitel im Torneo Invierno 1998, in dem Necaxa die Finalspiele gegen Chivas Guadalajara erreichte. Nach einem torlosen Heimspiel erzielte ausgerechnet der Verteidiger Cabrera in der 54. Minute des Rückspiels im Estadio Jalisco von Guadalajara den Führungstreffer zum 1:0 für Necaxa und brach somit den Bann, dem sein Mannschaftskamerad Sergio Vázquez drei Minuten vor Spielende das entscheidende 2:0 folgen ließ, womit der dritte Meistertitel für Necaxa in den 1990er Jahren unter Dach und Fach war.
Obwohl Cabrera zwischenzeitlich für den Stadtrivalen Atlante (2001) und den Puebla FC (2003/04) spielte, kehrte er immer wieder zu den Necaxistas zurück, in deren Reihen er in der Saison 2006/07 seine aktive Laufbahn ausklingen ließ.

### Nationalmannschaft
Cabrera gehörte zum Aufgebot der mexikanischen Nationalmannschaft bei der im Sommer 1999 ausgetragenen Copa América 1999 in Paraguay, wo er allerdings nicht zum Einsatz kam. 
Sein Länderspieldebüt hatte er bereits am 10. Februar 1999 in einem Freundschaftsspiel gegen Argentinien (0:1) bestritten, wo er eine Halbzeit lang zum Einsatz gekommen war. Sein letztes Länderspiel absolvierte Cabrera am 20. Februar 2000 gegen Kanada (1:2 nach Golden Goal) im Viertelfinale des in den USA ausgetragenen CONCACAF Gold Cup 2000, bei dem er außerdem das Vorrundenspiel gegen Trinidad und Tobago (4:0) bestritten hatte.

## Erfolge
- Mexikanischer Meister: 1994/95, 1995/96 und Invierno 1998